# Trattato di Città del Capo
La "convenzione di Città del Capo sulle garanzie internazionali su beni mobili strumentali" e il "protocollo della convenzione relativa alle garanzie internazionali su beni mobili per le questioni inerenti al materiale aeronautico", insieme solitamente indicati come trattato di Città del Capo, sono un trattato internazionale destinato a standardizzare operazioni aventi ad oggetto beni mobili, in particolare aeromobili e motori.
Il trattato promosso dall'UNIDROIT che ne è depositario, crea gli standard internazionali per la registrazione delle proprietà, interessi di sicurezza (privilegi), locazioni e contratti condizionali di vendita e vari mezzi giuridici in caso di insolvenza per le convenzioni di finanziamento, tra cui il recupero e gli effetti delle leggi fallimentari di particolari stati.
In pratica il trattato stabilisce che le società di leasing, nei casi di insolvenza delle compagnie aeree loro clienti, possono rientrare in possesso in tempi brevissimi dei propri costosi velivoli e/o motori, permettendo ai finanziatori stessi, in cambio di minori rischi di impresa, di praticare alle compagnie aeree condizioni più flessibili e meno onerose.
Il protocollo del trattato si applica agli aeromobili che possono trasportare almeno otto persone e 2 750 chilogrammi di carico, ai motori di aerei con spinta superiore a 7 800 newton o potenza superiore a 410 kilowatt e agli elicotteri che trasportano 5 o più passeggeri.
Il trattato è il risultato di una conferenza diplomatica promossa da UNIDROIT e svoltasi a Città del Capo, in Sudafrica, nel 2001. Alla conferenza hanno partecipato 68 paesi e 14 organizzazioni internazionali, tra cui l'ICAO e la IATA. 53 paesi hanno firmato la risoluzione che proponeva il trattato. La convenzione del trattato è entrata in vigore il 1º aprile 2004 ed è stata firmato da 28 paesi. Il protocollo, che vale in particolare per aeromobili e motori aeronautici, è entrato in vigore il 1º marzo 2006 ed è stato inizialmente ratificato da 8 paesi: Etiopia, Irlanda, Malaysia, Nigeria, Oman, Panama, Pakistan e Stati Uniti, ai quali se ne sono successivamente aggiunti altri:
| Stato               | Data di ratifica  | Note                                                                                     |
| ------------------- | ----------------- | ---------------------------------------------------------------------------------------- |
| Panama              | 28 luglio 2003    |                                                                                          |
| Etiopia             | 21 novembre 2003  |                                                                                          |
| Nigeria             | 16 dicembre 2003  |                                                                                          |
| Pakistan            | 22 gennaio 2004   |                                                                                          |
| Stati Uniti         | 28 ottobre 2004   |                                                                                          |
| Oman                | 21 marzo 2005     |                                                                                          |
| Irlanda             | 23 agosto 2005    |                                                                                          |
| Malaysia            | 2 novembre 2005   |                                                                                          |
| Senegal             | 9 gennaio 2006    |                                                                                          |
| Angola              | 30 aprile 2006    |                                                                                          |
| Afghanistan         | 25 luglio 2006    |                                                                                          |
| Kenya               | 13 ottobre 2006   |                                                                                          |
| Mongolia            | 19 ottobre 2006   |                                                                                          |
| Sudafrica           | 18 gennaio 2007   |                                                                                          |
| Colombia            | 19 febbraio 2007  |                                                                                          |
| Indonesia           | 16 marzo 2007     |                                                                                          |
| Paesi Bassi         | 17 maggio 2007    | Solo per Aruba Curaçao Sint Maarten Isole BES                                            |
| Messico             | 31 luglio 2007    |                                                                                          |
| Capo Verde          | 26 settembre 2007 |                                                                                          |
| Albania             | 30 ottobre 2007   |                                                                                          |
| India               | 31 marzo 2008     |                                                                                          |
| Emirati Arabi Uniti | 29 aprile 2008    |                                                                                          |
| Arabia Saudita      | 27 giugno 2008    |                                                                                          |
| Lussemburgo         | 27 giugno 2008    |                                                                                          |
| Bangladesh          | 15 dicembre 2008  |                                                                                          |
| Cuba                | 28 gennaio 2009   |                                                                                          |
| Singapore           | 28 gennaio 2009   |                                                                                          |
| Tanzania            | 30 gennaio 2009   |                                                                                          |
| Cina                | 3 febbraio 2009   | Escluse Hong Kong Macao                                                                  |
| Unione europea      | 28 aprile 2009    | Solo sui punti della convenzione sui quali ha competenza. Non si applica alla Danimarca. |
| Ruanda              | 28 gennaio 2010   |                                                                                          |
| Nuova Zelanda       | 20 luglio 2010    |                                                                                          |
| Giordania           | 31 agosto 2010    |                                                                                          |
| Malta               | 1º ottobre 2010   |                                                                                          |
| Norvegia            | 20 dicembre 2010  |                                                                                          |
| Lettonia            | 8 febbraio 2011   |                                                                                          |
| Camerun             | 14 aprile 2011    |                                                                                          |
| Russia              | 25 maggio 2011    |                                                                                          |
| Tagikistan          | 31 maggio 2011    |                                                                                          |
| Kazakistan          | 1º giugno 2011    |                                                                                          |
| Turchia             | 23 agosto 2011    |                                                                                          |
| Bielorussia         | 27 settembre 2011 |                                                                                          |
| Brasile             | 30 novembre 2011  |                                                                                          |
| Togo                | 1º dicembre 2011  |                                                                                          |
| Birmania            | 3 dicembre 2012   |                                                                                          |
| Canada              | 21 dicembre 2012  |                                                                                          |